# Kabinett Pupp
Das Kabinett Pupp war die III. Südtiroler Landesregierung. Es war vom 15. Dezember 1956 bis zum 30. Dezember 1960 im Amt. Alois Pupp hatte schon in der Vorgängerregierung am 7. Jänner 1956 den zuvor verstorbenen Karl Erckert als Landeshauptmann ersetzt.  Gewählt wurde das Kabinett Pupp vom Südtiroler Landtag in seiner Zusammensetzung nach den Wahlen 1956.

## Zusammensetzung
| Name                 | Amt                           | Partei               | Sprachgruppe |
| -------------------- | ----------------------------- | -------------------- | ------------ |
| Alois Pupp           | Landeshauptmann               | SVP                  | ladinisch    |
| Robert von Fioreschy | Landeshauptmannstellvertreter | SVP                  | deutsch      |
| Alfons Benedikter    | Landesrat (1)                 | SVP                  | deutsch      |
| Peter Brugger        | Landesrat                     | SVP                  | deutsch      |
| Sandro Panizza       | Landesrat                     | Democrazia Cristiana | italienisch  |
| Giovanni Rizzi       | Landesrat                     | Democrazia Cristiana | italienisch  |
| Anton Schatz         | Landesrat                     | SVP                  | deutsch      |
| Armando Bertorelle   | Ersatzlandesrat               | Democrazia Cristiana | italienisch  |
| Joachim Dalsass      | Ersatzlandesrat               | SVP                  | deutsch      |
| Hans Mayr            | Ersatzlandesrat               | SVP                  | deutsch      |

(1) ab dem 29. April 1959